# Соколов, Наум Адольфович
Наум Адольфович Соколов (наст. фамилия — Шафир, род. 23 апреля 1886 — 14 октября 1951) — советский актёр театра и кино. Заслуженный артист Азербайджанской ССР (1933).

## Биография
Родился 23 апреля 1886 года в Российской империи (город не известен).
В 1903 году окончил Одесское коммерческое училище Г. Ф. Файга. В 1904—1905 годах — актёр антрепризы Х. О. Петросьяна в Кишинёве, в 1905—1906 годах — антрепризы Я. Я. Шеффера в Николаеве, в 1906—1910 годах — театров Харькова, Тулы и Владикавказа,  в 1910—1916 годах — Театра артистического общества Тифлиса, Театра Тагиева в Баку, Железнодорожного театра в Батуме, в 1916—1918 годах — Бакинского рабочего театра.
В 1919—1922 годах — актёр фронтовой труппы 1 при Поарме Б в Николаеве. В 1934—1937, 1940—1942 и с 1946 года — актёр Сталинградского театра имени М. Горького.
Снялся в нескольких фильмах. В 1933 году удостоен звания Заслуженного артиста Азербайджанской ССР, по некоторым изданиям также было присвоено звание Заслуженного артиста РСФСР, но по данному званию нет года награждения, что наталкивает на мысль о ложной информации.
Ушёл из жизни 14 октября 1951 года в возрасте 65 лет в Сталинграде Советского Союза.

## Звания и награды
- Заслуженный артист Азербайджанской ССР (1933)[4].
- Заслуженный артист РСФСР (под вопросом)[4].

## Фильмография
- 1937 — Дума про казака Голоту — дедушка
- 1937 — Ленин в Октябре — М. В. Родзянко, председатель IV Государственной думы
- 1940 — Моя любовь — профессор
- 1940 — Случай в вулкане — капитан корабля
- 1941 — Богдан Хмельницкий — возможное участие